# 히오스 (도시)

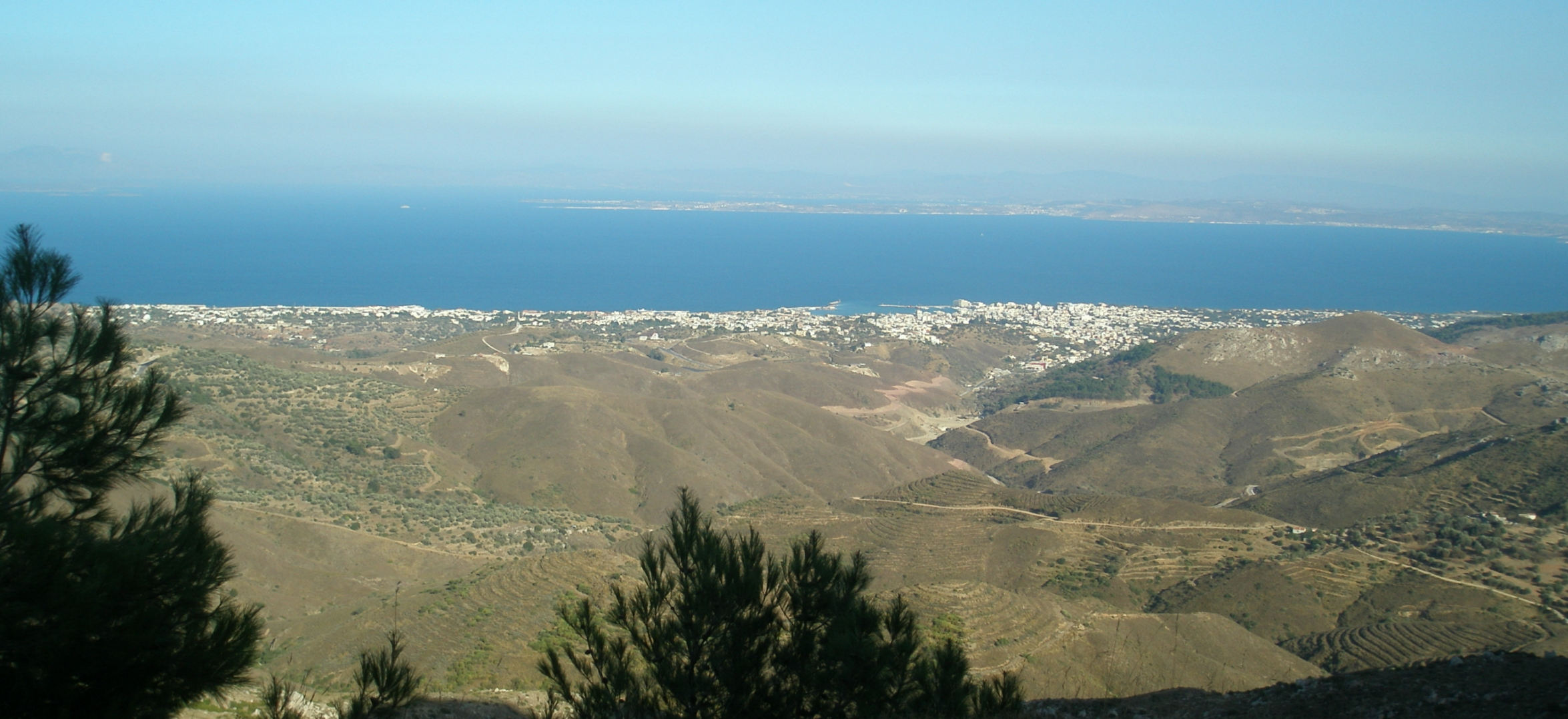
하늘에서 내려다 본 히오스

히오스(그리스어: Χίος)는 그리스 동부 히오스 섬 동부 연안에 위치한 도시로, 면적은 22.823km2, 높이는 0 ~ 10m, 인구는 23,779명(2001년 기준), 인구 밀도는 1,042명/km2이다. 북에게 주에 속하는 현인 히오스 현의 현청 소재지이며 터키 국경과 가까운 편이다.
고대부터 사람이 살기 시작했으며 북쪽 연안에 천연항이 들어서면서부터 마을이 건설되었다. 16세기에는 거대한 중세 시대 요새인 카스트로(Kastro, Κάστρο) 요새가 건설되었다. 1881년 4월 3일 진도 규모 7.3의 지진이 일어나 크게 파괴되기도 했지만 점차 재건되었다. 시내에는 많은 박물관이 들어서 있다.